# Shari, Hokkaido
Shari (japanska: 斜里町?, Shari-chō) är en landskommun (köping) i Hokkaido prefektur i Japan. 
I kommunen ligger den västra delen av halvön Shiretoko med världsarvet Shiretoko nationalpark.